# Henri Labouret
Henri Labouret (geb. 27. Mai 1878 in Laon, Dép. Aisne; gest. 1959 in Paris) war ein französischer Ethnologe, Afrikanist und Kolonialbeamter (Administrateur en Chef des Colonies). Er lehrte von 1926 bis 1945 als Professor für „Sudansprachen“ an der École nationale des langues orientales vivantes und zugleich als Professor für afrikanische Zivilisation an der École coloniale bzw. École nationale de la France d’Outre-Mer. Ab 1927 war er zusammen mit dem deutschen Afrikanisten und Ethnologen Diedrich Westermann Direktor des International African Institute.

## Leben und Karriere
Labouret begann seine berufliche Karriere 1897 als einfacher Soldat. Parallel zu seinem Militärdienst studierte er Jura (Abschluss mit Licence). Als Offiziersschüler durchlief er ab 1907 die Militärakademie in Saint-Maixent und wurde anschließend Leutnant der Tirailleurs sénégalais (Senegalesischen Schützen) in der Kolonie Französisch-Westafrika. Er lernte die Sprachen Ful sowie Manding und betrieb in seiner Freizeit ethnographische Studien.
Labouret nahm 1916 an den Kämpfen der Franzosen gegen die Agba (eine Teilgruppe der Baule) im Norden der Elfenbeinküste teil und wurde dabei schwer verwundet. Anschließend wurde er in die Kolonialverwaltung der Lobi-Region nach Gaoua (Obervolta, heute Burkina Faso) versetzt. 1918 wechselte er dauerhaft vom Militär- in den zivilen Kolonialdienst und blieb in Französisch-Westafrika, bis er 1926 ins Kolonialministerium nach Paris berufen wurde.
Noch im selben Jahr wurde er – als Nachfolger des verstorbenen Maurice Delafosse – zum Professor für „Sudansprachen“ an der École des langues orientales vivantes und zugleich Professor für afrikanische Zivilisation an der École coloniale (ab 1934 École nationale de la France d’Outre-Mer) ernannt. Unter Sudan wurde seinerzeit eine weitgestreckte Region südlich der Sahara verstanden, die von der Atlantikküste Senegals und Gambias im Westen bis Djibouti im Osten reicht (entspricht etwa der heute üblicheren Bezeichnung Sahelzone). Die rassentheoretisch definierte Gruppe der „Sudansprachen“ bildet keine linguistische Einheit und ist seit den 1960er-Jahren in der Sprachwissenschaft überholt. 
Als Nachfolger Delafosses rückte Labouret auch in den Exekutivrat des International African Institute (IAI; Institut international des langues et civilisations africaines) nach und wurde 1927 neben Diedrich Westermann Ko-Direktor des IAI. Er nahm 1930 an der Gründung der Société des Africanistes teil, dessen Beirat und Veröffentlichungskommission er seither angehörte. Er schied 1935 endgültig aus dem Dienst der Kolonialverwaltung aus und wurde bei dieser Gelegenheit zum Kolonialgouverneur ehrenhalber ernannt. Im Rahmen wissenschaftliche Missionen bereiste er wiederholt verschiedene britische und französische Kolonien in Afrika.
Labouret wurde 1911 als Ritter und 1932 als Großoffizier der französischen Ehrenlegion ausgezeichnet.

## Historische Einordnung
Gestützt auf verschiedene andere Autoren wurde Henri Labouret von dem Anthropologen Gary Wilder in dessen Buch Der französische imperiale Nationalstaat: Negritude und kolonialer Humanismus zwischen den beiden Weltkriegen (engl.) verortet als ein aktives Mitglied transimperialer wissenschaftlicher Vereinigungen (an active member of trans-imperial scholarly associations) wie des Internationalen Ethnographischen Instituts, des Internationalen Kolonialinstituts und des Internationalen Instituts für Afrikanische Sprachen und Kulturen. Labouret war Gründungsmitglied des Internationalen Afrikanischen Instituts, das die britische Kolonialanthropologie förderte, und verfasste häufig Beiträge für dessen Zeitschrift Africa.
Dem Historiker Florian Wagner zufolge erreichte die internationale Zusammenarbeit von Kolonialexperten in der Gründung des Internationalen Kolonialinstituts (ICI) ihren Höhepunkt.
Das in Brüssel ansässige Internationale Kolonialinstitut (Institut Colonial International) war eine internationale Vereinigung, die sich mit Fragen des europäischen Kolonialismus befasste. Es wurde 1894 gegründet, es wurde dann das Internationale Institut für Politik- und Sozialwissenschaften, angewandt auf Länder mit unterschiedlichen Zivilisationen (Institut International des Sciences Politiques et Sociales Appliquées aux Pays de Civilisations Différentes; 1948–1951) und schließlich das Internationale Institut für verschiedene Zivilisationen (Institut International des Civilisations Différentes; Abk. INCIDI) (1954–1982).
Henri Labouret ist unter anderem auch als Verfasser eines ethnographischen Fragebogens bekannt.
Dem Nachruf von Hubert Deschamps zufolge starb Henri Labouret „in dem Moment, als sich die Länder der Communauté [française] in Richtung Unabhängigkeit bewegten.“

## Publikationen
- mit Paul Rivet: Le royaume d'Arda et son évangélisation au XVIIe siècle. Institute d'Ethnologie, Paris 1929 ( Travaux et mémoires de l'Institut d'ethnologie 7).
- Les Tribus du Rameau Lobi. (= Université de Paris. Travaux et mémoires de l’Institut d’ethnologie 15). Institut d'Ethnologie, Paris, 1931 (maßgebliche Monographie über das Volk der Lobi im heutigen Burkina Faso, bekannt u. a. durch sein ausgezeichnetes Balafonspiel).
- Plan de Monographie régionale, in: Bulletin du Comité d'études historiques et scientifiques de l'Afrique occidentale française[10]. (1932), S. [549]–591 Online
- Plan de monographie régionale. Larose, Paris 1933.
- Les Manding et leur langue. (= Publications du Comité d'études historiques et scientifiques de l'Afrique Occidentale française. Série A N° 1). Larose, Paris 1934.
- (Beitrag in:) N. Leca: Les pêcheurs de Guet N'Dar, avec Une note sur les Wolof, leur parler, les langages secrets par Henri Labouret. Paris, Larose 1935 (Publications du Comité d'Études Historiques et Scientifiques de l'Afrique Occidentale Français, Série A, 2).
- Paysans de l'Afrique Occidentale. Collection Le Paysan et la Terre, Gallimard - NRF, Paris 1941.
- Histoire des noirs d’Afrique. 1950 (zuerst 1946) (= Que sais-je ? 241). Digitalisat
- Colonisation, colonialisme, décolonisation. Éditions Larose-Paris, 1952.
- (Vorwort zu:) Harry Tegnaeus: La fraternité de sang. Étude ethno-sociologique des rites de la fraternité de sang notamment en Afrique. Préface de Henri Labouret. Traduction de Jacques David. Payot, Paris 1954.
- L'Afrique précoloniale. Presses Universitaires de France, 1959.